# Denis Jones
Denis Francis Jones (* 12. Oktober 1906 im County Limerick; † 6. Mai 1987 in County Limerick) war ein irischer Politiker der Fine Gael und von 1957 bis 1977 Teachta Dála (Abgeordneter) im Dáil Éireann, dem irischen Unterhaus.

## Biografie
Jones studierte am St Patrick’s College (Dublin), um dann Lehrer zu werden. Er versuchte erstmals bei der Nachwahl im Dezember 1955 für den verstorbenen Fine Gael-Abgeordneten David Madden in den Dáil Éireann einzuziehen. Sein Konkurrent von der Fianna Fáil, Michael Colbert, erreichte jedoch eine höhere Stimmenanzahl und zog statt seiner in den Dáil ein.
Bei den Wahlen zum Dáil Éireann am 5. März 1957 wurde er dann jedoch für den Wahlkreis Limerick West gewählt und er konnte diesen Sitz bis 1977, d. h. bei den Wahlen 1961, 1965, 1969 und 1973, verteidigen.
Am 7. November 1967 zog sich Patrick Hogan als Ceann Comhairle zurück, sodass Cormac Breslin nachrückte. Denis Jones wurde daraufhin in das Amt des Stellvertreters, des Leas-Cheann Comhairle, gewählt. In dieser Position fand er sich auch im dann folgenden 19. Dáil und im 20. Dáil wieder.
Denis Jones war mit Anne O’Dowell verheiratet, mit der er vier Töchter hatte.